# Universidad Nacional de Uzbekistán
La Universidad Nacional de Uzbekistán (en uzbeko: Oʻzbekiston Milliy Universiteti) es la universidad más antigua, más grande y más prestigiosa del país asiático de Uzbekistán, cuenta con 13 departamentos (Matemática, Física, Química, Biología, Filosofía, Sociología, Filología, Periodismo, etc.) La universidad fue fundada en 1918 como la Universidad Popular del Turkestán, con 1.200 alumnos, y en 1920 fue reorganizada como Universidad estatal del Turkestán hasta que en julio de 1923 pasó a llamarse Universidad estatal principal de Asia Central, un nombre que conserva hasta el final de la década de 1950. En 1960 el nombre fue cambiado una vez más a Universidad Estatal de Tashkent (TashSU). Con la independencia de Uzbekistán se convirtió en la Universidad Nacional de Uzbekistán (NUUz). Hoy día la Universidad encabeza la investigación científica del país y prepara profesores e investigadores para todos otros universidades y instituciones.